# Джон Пелл
Джон Пелл (англ. John Pell; нар. 1 березня 1611 — пом. 12 грудня 1685) — англійський математик.

## Дитинство та юність
Народився у Саутвіку. Його батько, також Джон Пелл, родом з Саутвіку, а його мати, Мері Холланд, — з Халден що у Кенті. Пелл молодший був найстаршим сином у родині. У 6 років зостався сиротою: 1616 року не стало його батька, а наступного року — мати. Джон Пелл старший мав розкішну бібліотеку, де молодший Джон Пелл здобував свої знання протягом дитинства. Він навчався у гімназії Стейнінг, потім, коли йому виповнилося 13, вступив до коледжу Трініті. Протягом навчання в університеті він став видатним лінгвістом, і навіть отримав свою ступінь бакалавра у 1629 році, листуючись з Генрі Бріґґзом та іншими математиками. Після того, як він отримав у 1630 році й ступінь магістра, Пелл почав викладати у новаторській Чичестерській академії, заснованій Самуелєм Хартлібом. 3 липня 1632 Джон одружився з Ітамарією Реджиналд (за деякими джерелами Ітамарією або Ітамурією Реджиналд), сестрою Баксуа Макін. У них народилися 4 сина та 4 доньки. Ітамарія померла у 1661 році. Невдовзі, у 1669 році, Джон одружився з іншою.
У 1630-х роках діяльність Пелла була присвячена впливу Хартліба, він також працював у різноманітних сферах педагогіки, енциклопедії та пансофії, комбінаториці та вивчав спадщину Трісемуса. Проиблизно у 1638 року він сформулював 1 варіант універсальної мови. У математиці він зосередився на розширенні сфери застосування алгебри у теорії рівнянь, та у 1638 році він зформулював Математичні таблиці. У рамках спільного лобіювання Гартліба, щоб знайти підтримку, він продовжувати працювати як дослідник. Його коротка стаття «Ідея математики» була надрукована у жовтні 1638 року. Ця кампанія принесла досить цікаві відгуки від Йоганна Моріена та Марен Мерсенна.

## Академік та дипломат
Його репутація та допомога пана Вільяма Босвелла, резидента Англії, з Генеральними штатами допомогли йому на виборах 1644 на кафедрі математики в Амстердамі, що відбулися одразу після того, як пішов Мартін ван ден Хоув, а Лейден відмовився від участі. З 1644 Пелл працював над полемічною роботою Христіян-Северіна Лонгомонтана. Він доклав до цього багато зусиль, щоб отримати відгуки від відомих математиків: Бонавентури Кавальєрі, його покровителя Сера Чарльза Кавендіша, Рене Декарта, Томаса Гобса, Мерсенна, Клод Мідзора, та Жиля Робеваля. З рештою його робота була опублікована як «Суперечка з Лонгомонтаном щодо квадратури круга» (1647).
У 1646 році Джон переїхав до Бреда за запрошенням Фрідріха Генрі, принца Оранського, і викладав в університеті до 1652 року. Пелл зрозумів, що війна між англійцями та голландцями буде неминучою і що він опиниться в надзвичайно важкому становищі, якщо не поїде з Бреда. Тому він повернувся до Англії перед початком Першої англо-голландської війни у липні 1652 року. Коли Пелл повернувся, його було призначено вчителем пост-математики у Лондоні за призначенням Олівера Кромвеля.
З 1654 по 1658 рік Пелл діяв як політичний агент Кромвеля у Цюриху у протестантських кантонах Швейцарії; він співпрацював з Семюелем Морлендом, англійським резидентом у Женеві. Пелл був відомим у Цюриху завдяки англійському мандрівнику Серу Джону Рересбі, який приблизно у 1656 зазначив про нього: «дивна невідома особа, що несхожа ні на людей, до яких він був відправлений, ні на Олівера Кромвеля, від імені якого він сюди потрапив». «Вони настільки релігійні, що навіть не почують крики венеціанського посла у власному домі.» Кромвель хотів від'єднати протестантські кантони Швейцарії, щоб приєднати їх до протестантської ліги на чолі з Англією. Тим не менш, переговори Пелл тривали довгий час і він повернувся до Англії, щоб звітувати про свою роботу напередодні смерті Кромвеля. Джону так і не повідомили, що він даремно чекав на зустріч з паном Кромвелем біля палати.
Йоганн Ран, знаний як Роній — математичний учень та послідовник Пелла у Швейцарії з 1657 року. Він винайшов знак обелюс ÷ (obelus); це досягнення також можна віднести до Пелла, який навчив Рана триколірній таблиці стилю підрахунку і виступив редактором його книги Теоретична алгебра, що побачила світ у 1659 року. Саме у ній було зазначено ім'я цього видатного математика. Саме ця книга містила те, що згодом стало відоме під назвою «Рівняння Пелл». Діофантові рівняння — улюблений предмет, що викладав Пелл Рану в Амстердамі. Саме він першим припадає на думку при згадуванні невизначеного рівняння,
{\displaystyle ax^{2}+1=y^{2},}
що відоме під назвою рівняння Пелля. Фактично це рівняння було запропоноване П'єром Ферма Бернарду Френіклю де Бессі, а потім, у 1657, усім математикам. Пелла був пов'язаний з цією[що?] нею[що?] через Рана. Теорія цієї проблеми складалася з суджень Джона Валліса, Лорда Брункера та у його додатку до твору Томаса Бенкера Переклад алгебри Ронова (1668 р.);також доданих до його попередніх редакційних матеріалів, незалежно від того, що вони були частиною алгебри 1659 року, написаної Раном. Ця нова редакція Пелл про те, що по суті робота Рана містила велику кількість додаткового матеріалу про теорію чисел, що містить відповідь на книгу «Вивчення математики», написану Франсом ван Шотеном у 1657 році. Це також відрізняється тим, що вона містить «таблицю інкомпозицій», ранній великий факторний стіл.

## Після репатріації
У 1661 році після повернення до Англії, коли він став ректором Фоббінг у Ессексі, Джон прийняв закони. У 1663 році йому було присвоєна Ламбетова ступінь, і також він був обраний співробітником Королівського товариства. у цей же час єпископ Гілберт Шелдон представив його ректорату Лайондона що у Essex; Шелдон очікував, що він розглядає позиції як синекуру. Він пропрацював вчителем математики у Вільяма Бретона у Бретеон Холлі.
У 1673 він зустрів Готфрід Вільгельма Лейбніца у Лондоні, і був в змозі повідомити, що деякі його математичні роботи були передбачені Франсуа Регно та Габріелем Мутоном. Схоже, що його відданість математиці перешкоджала його розвитку в Церкві та в особистому житті. Деякий час він був замкнений як боржник у Королівській в'язниці. Він жив за запрошенням доктора Даніеля Вістлера, деякий час у 1682 році у лікарському коледжі, але він помер в будинку доктора Кортоне, читача церкви Сент-Джайлс.

## Праця
Багато рукописів Пелла потрапило до рук Річарда Басбі, магістра Вестмінстерської школи, котрий пізніше став членом Лондонського королівського товариства. Його роботи й досі зберігаються майже у сорока томах фоліо у Британській бібліотеці, що містять не тільки власні мемуари Пелл, але й більшу частину його листування з математиками того часу.
Його головними роботами є:
- Астрономічна історія спостережень за небесними рухами та появами  (1634 р.)
- Прогностична екліптика  (1634)
- «Ідея математиків» (1638)
- «Суперечка з Лонгомонтанусом щодо квадратури круга» (1646?)
- Таблиця десяти тисяч квадратних чисел  (далі 1672).

«Ідея» була коротким маніфестом. Вона містила три пропозиції: математичну енциклопедію та бібліографію; повну математична бібліотеку досліджень та збірку інструментів з державним спонсором; тритомник комплексного набору математичних підручників, здатних передати стан мистецтва будь-якому вченому.

## Родина
Томас Пелл(1612/3–1669), брат Джона Пелла, був фізиком та у 1653 році емігрував до Нової Англії. У 1654 році, Томас Пелл підписав угоду з головним Вагмагом та іншими сіванойськими індійськими племінними членами, які йому надали 50000 акрів племінної землі, включаючи всю або частину Бронксу та землі уздовж заходу Лонг-Айленду в окрузі Вестчестер, що простягається на захід до річки Хатчинсон і на північ до Мамаронек.
Не маючи нащадків, він залишив свій маєток своєму племіннику серу Джону Пеллу (1643—1702), одному з чотирьох синів математиків, який їздив з Англії до Нью-Йорку та був там, як перший владика садиби Пелах. Його послідовники продовжували бути відомими в американській державі, включаючи посла та представника США Герберта Пелла і сенатора США Клейборна Пелла. Філіп Пелл II побудував Пельхамдаль у Пелхамі приблизно у 1750 році, а інший нащадок, Стівен Хейт Пелл відновив Форт Тикондерога ще у Нью-Йорці у 1909 та формально зробив вільним для відвідувань.(Вільям Ферріс Пелл купив Форт і використовував ці навколишні землі в 1820 році як літній відступ.)
Ще один з американських нащадків Джона Пелла Морріс Біркбек Пелл, здобувши освіту бакалавра у математиці в Університеті Кембридж емігрував до Австралії у 1852 році, щоб стати першим професором математики та природної філософії у нещодавно відкритому Університеті Сіднея.